# 拉斐尔·阿雷瓦洛·马丁内斯
拉斐尔·阿雷瓦洛·马丁内斯（西班牙語：Rafael Arévalo Martínez，1884年7月25日—1975年6月12日），瓜地馬拉小说家、诗人、外交官、教育工作者，曾担任瓜地馬拉国立图书馆馆长、驻美洲国家组织常驻代表等职，在文学领域，阿雷瓦洛·马丁内斯长于小说，也是动物心理小说的开创者，代表作有《一个像馬一样的人》《这就是伯里克利！》等。

## 生平
拉斐尔·阿雷瓦洛·马丁内斯出生于1884年，早年在瓜地馬拉市附近的聖荷西德洛斯因凡特斯學校就读，後因为病弱未能完成学业，他成年后担任教职，並在1905年发表了自己的第一批诗歌作品，开始投身文学创作，1913年，他與作家弗朗西斯科·費爾南德斯·霍爾創辦了文學雜誌《胡安·查平》。1915年，发表短篇小說《一个像馬一样的人》，這部作品在拉丁美洲引起了強烈反響，尼加拉瓜诗人魯本·達里歐也对其评价颇高。儘管在独裁者曼努埃尔·埃斯特拉达·卡夫雷拉任內接受了官方授予的榮譽，並曾在公开演讲中称呼卡夫雷拉为“伟大的爱国者”，但阿雷瓦洛·马丁内斯最终在1920年参与了推翻该独裁者的悲劇周抗议，這导致卡夫雷拉被迫下台。
1927年，阿雷瓦洛·马丁内斯出任瓜地馬拉國立圖書館馆长，直到1945年赴美國担任瓜地馬拉常驻美洲國家組織外交代表，1946年辞任，之后便专心於文学创作，並出版了自己的作品选集，直到1975年6月12日逝世:91-92。

## 作品
阿雷瓦洛·马丁内斯以创作诗歌、小说见长。其诗歌作品《馬雅》（Maya）等具有后现代主义风格，形式精美、形象豐富、情調憂傷，但也因为过度强调形式而缺乏感情。其小说则具有超现实主义色彩，代表作短篇小說《一个像馬一样的人》叙述了一个名为阿雷塔尔的诗人的思想及性格，並以馬比拟阿雷塔尔的性格，小说糅合了美洲原住民民间文学的传统及近现代文学的象征手法，文中充满幻象、奇特的气氛及作者的想象，这部作品亦标志着“动物心理小说”（Cuenta Psicozoológico）的出现，其作品《莫尼托特先生》（El señor Monitot）、《斯芬克斯的属相》（La signatura de la Esfinge）也属于动物心理小说，在《斯芬克斯的属相》中，母狮的形态也成为了小说主要人物埃莱娜的属相，這令作品较《一个像馬一样的人》及《莫尼托特先生》更具有逻辑性，作品也透过埃莱娜的经历回應了女性身份在20世紀初的轉變，表达了作者對父权主义的批判。除了动物心理小说之外，阿雷瓦洛·马丁内斯也创作了一些针砭时局，反对独裁统治的作品，其中，透过搜集历史文献创作的《这就是伯里克利！》（¡Ecce Pericles!）将瓜地馬拉独裁者曼努埃尔·埃斯特拉达·卡夫雷拉與古雅典的执政官伯里克利相比，实则批判了這位独裁者的一生以及他统治下的瓜地馬拉，对于学者研究19世纪末20世纪初的瓜地馬拉政治史具有一定的参考价值。